# Lendava
Lendava là một khu tự quản (tiếng Slovenia: občine, số ít – občina) trong vùng Pomurska của Slovenia. Lendava có diện tích 123 km2, dân số là theo điều tra ngày 31 tháng 3 năm 2002 là 11151 người. Thủ phủ khu tự quản Lendava đóng tại Lendava.